# 20 Korpus Armijny (Imperium Rosyjskie)
20 Korpus Armijny (ros. 20-й армейский корпус) – jeden ze związków operacyjno-taktycznych  Imperium Rosyjskiego w czasie I wojny światowej. Sformowany w Wileńskim  Okręgu Wojskowym.  Miejsce stacjonowania sztabu – Ryga.  Rozformowany - początek 1918.

## Struktura organizacyjna
Organizacja w 1914
- dowództwo i sztab – Ryga
- 28 Dywizja Piechoty
- 29 Dywizja Piechoty
- Samodzielna Brygada Kawalerii
- 20 dywizjon haubic
- 1 dywizjon artylerii ciężkiej
- 20 batalion saperów
- 1 batalion pontonowy
- 2 batalion pontonowy
- 2 batalion obozowy
- 1 oblężniczy park inżynieryjny

## Podporządkowanie
- 1 Armii (2.08.1914–10.10.1914)
- 10 Armii (22.10.1914–24.07.1915)
- 1 Armii (12.08–1.09.1915)
- 2 Armii (18.09.1915–1.02.1916)
- 10 Armii (13.02–13.04.1916)
- 4 Armii (14.04.1916–1.06.1916)
- 10 Armii (20.06.1916 –1.04.1917)
- 3 Armii (9.09–grudzień 1917)

## Dowódcy Korpusu
- gen. piechoty  W. W. Smirnow (lipiec 1908 –grudzień 1914)
- gen. artylerii P. I. Bułgakow (grudzień 1914–luty 1916)
- gen. lejtnant A. I. Iewreinow  (marzec 1915–kwiecień 1917)
- gen. lejtnant A. J. Jelszin  (od kwietnia 1917)